# Cranberry Isles
Cranberry Isles – miasto w Stanach Zjednoczonych, w stanie Maine, w hrabstwie Hancock.